# Issepts
Issepts est une commune française située dans le département du Lot, en région Occitanie.
La commune possède un patrimoine naturel remarquable :  deux zones naturelles d'intérêt écologique, faunistique et floristique.

## Géographie

### Localisation

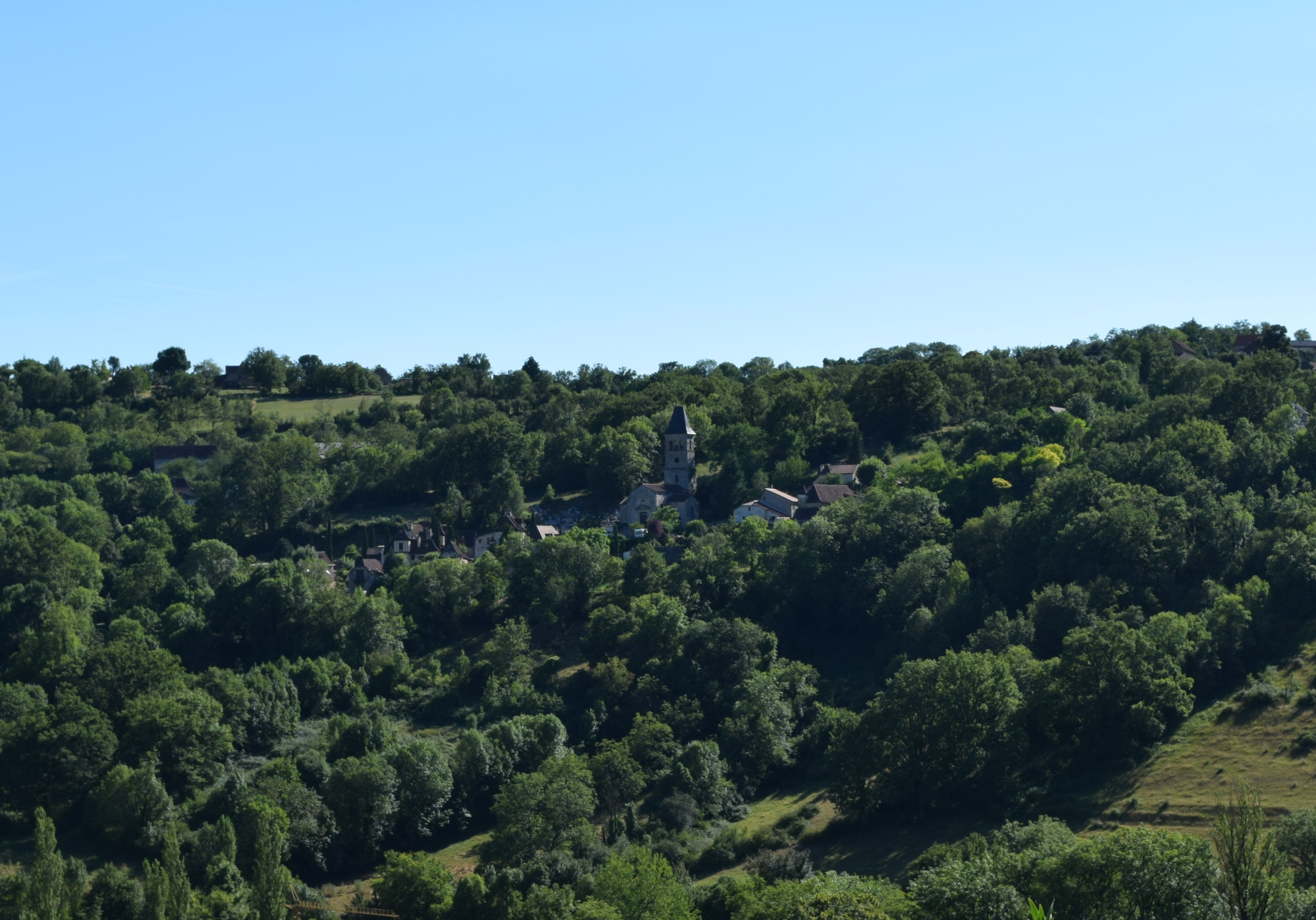
Issept dans son environnement verdoyant.

La commune est située à l'est du département du Lot,  dans le causse de Gramat, le plus vaste et le plus sauvage des quatre causses du Quercy.
Elle fait partie de l'aire d'attraction de Figeac

### Communes limitrophes
Les communes limitrophes sont  Assier, Fons, Le Bourg, Le Bouyssou et Reyrevignes.
|        | Le Bourg    | Le Bouyssou |
| Assier | Issepts     | Fons        |
|        | Reyrevignes |             |

### Géologie et relief
La superficie de la commune est de 9,15 km2 ; son altitude varie de 267  à   444 mètres.

### Hydrographie

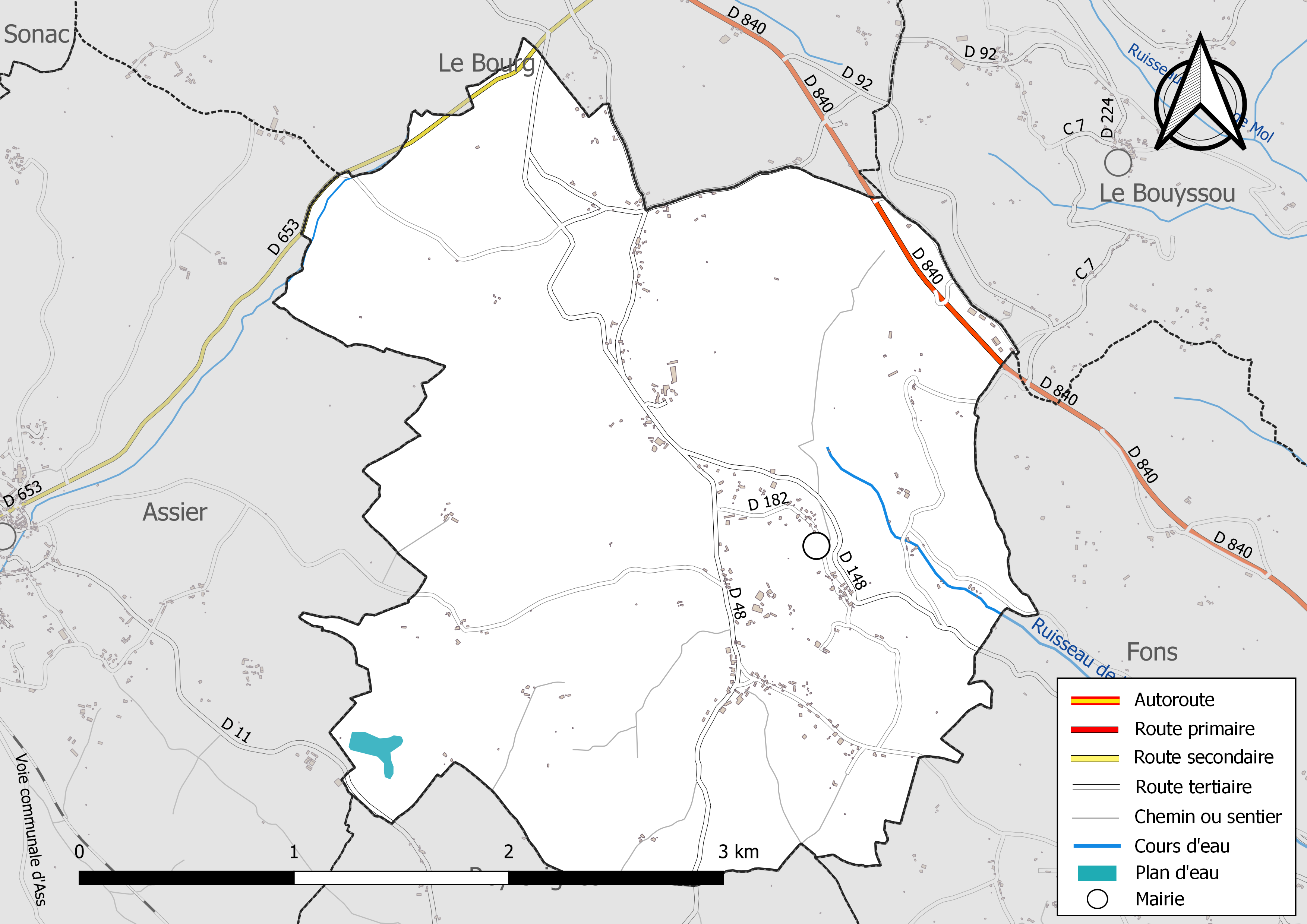
Carte hydrographique de la commune.

La commune, située dans le bassin de la Dordogne, est drainée par le ruisseau de la Dournelle et par un autre cours d'eau.

### Climat
Pour des articles plus généraux, voir Climat de l'Occitanie et Climat du Lot.
En 2010, le climat de la commune est de type climat océanique altéré, selon une étude s'appuyant sur une série de données couvrant la période 1971-2000. En 2020, Météo-France publie une typologie des climats de la France métropolitaine dans laquelle la commune est dans une zone de transition entre le climat océanique altéré et le climat de montagne ou de marges de montagne et est dans la région climatique Ouest et nord-ouest du Massif Central, caractérisée par une pluviométrie annuelle de 900 à 1 500 mm, maximale en automne et en hiver.
Pour la période 1971-2000, la température annuelle moyenne est de 12,4 °C, avec une amplitude thermique annuelle de 15,4 °C. Le cumul annuel moyen de précipitations est de 1 079 mm, avec 11,4 jours de précipitations en janvier et 6,7 jours en juillet. Pour la période 1991-2020, la température moyenne annuelle observée sur la station météorologique la plus proche, située sur la commune de Faycelles à 13 km à vol d'oiseau, est de 13,1 °C et le cumul annuel moyen de précipitations est de 806,2 mm,. Pour l'avenir, les paramètres climatiques de la commune estimés pour 2050 selon différents scénarios d’émission de gaz à effet de serre sont consultables sur un site dédié publié par Météo-France en novembre 2022.

### Milieux naturels et biodiversité

#### Espaces protégés
La protection réglementaire est le mode d’intervention le plus fort pour préserver des espaces naturels remarquables et leur biodiversité associée,.
La commune fait partie du parc naturel régional des Causses du Quercy, un espace protégé créé en 1999 et d'une superficie de 183 039 ha, qui s'étend sur 102 communes du département du Lot. La cohérence du territoire du Parc s’est fondée sur l’unité géologique d’un même socle de massif karstique, entaillé de profondes vallées. Le périmètre repose sur une unité de paysages autour de la pierre et du bâti (souvent en pierre sèche), de l’empreinte des pelouses sèches et du pastoralisme et de l’omniprésence des patrimoines naturels et culturels,. Ce parc a été classé Géoparc en mai 2017 sous la dénomination « géoparc des causses du Quercy », faisant dès lors partie du réseau mondial des Géoparcs, soutenu par l’UNESCO,.
La commune fait également partie de la zone de transition du bassin de la Dordogne, un territoire d'une superficie de 1 880 258 ha reconnu réserve de biosphère par l'UNESCO en juillet 2012,.

#### Zones naturelles d'intérêt écologique, faunistique et floristique

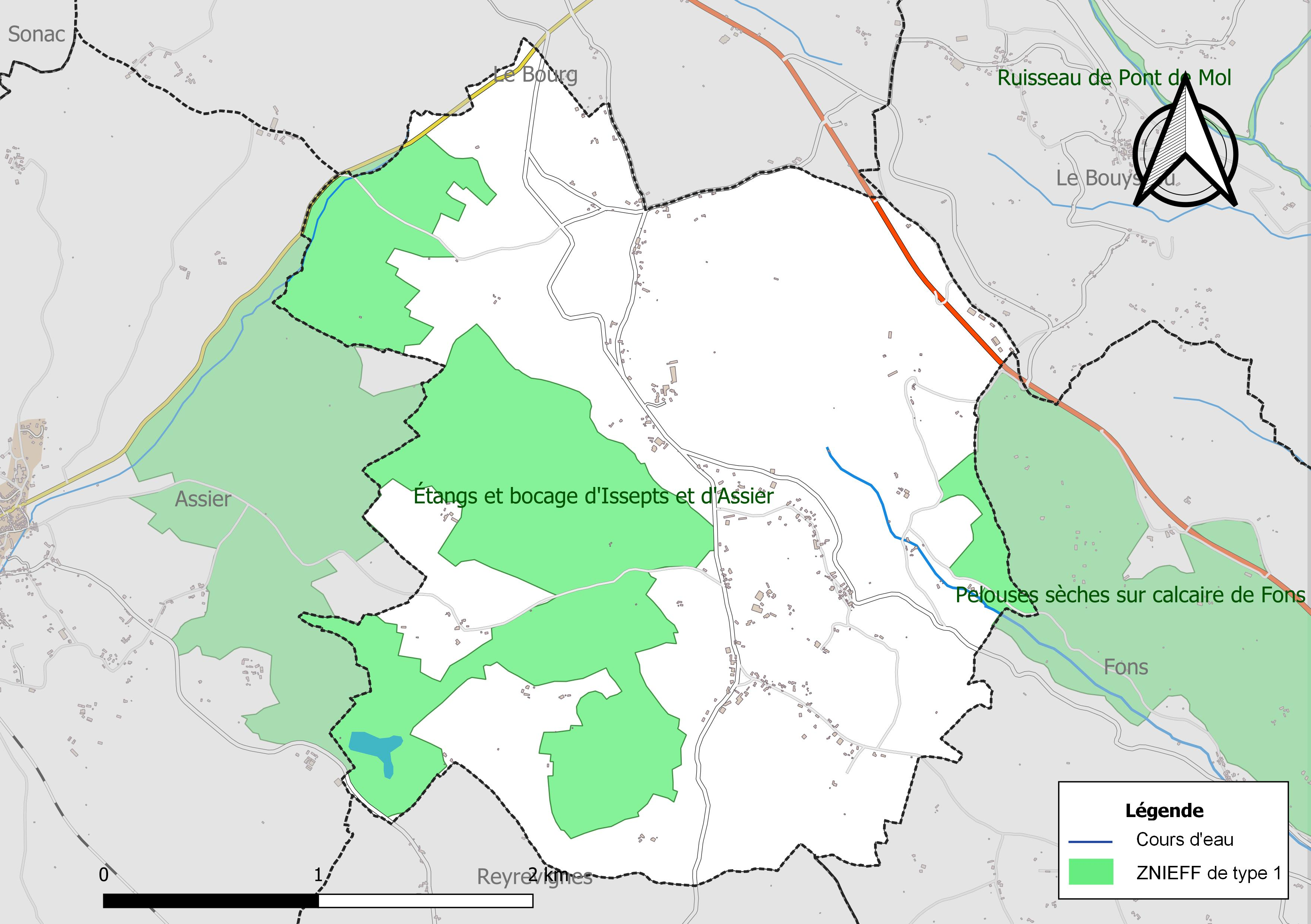
Carte des ZNIEFF de type 1 localisées sur la commune.

L’inventaire des zones naturelles d'intérêt écologique, faunistique et floristique (ZNIEFF) a pour objectif de réaliser une couverture des zones les plus intéressantes sur le plan écologique, essentiellement dans la perspective d’améliorer la connaissance du patrimoine naturel national et de fournir aux différents décideurs un outil d’aide à la prise en compte de l’environnement dans l’aménagement du territoire.
Deux ZNIEFF de type 1 sont recensées sur la commune :
les « étangs et bocage d'Issepts et d'Assier » (410 ha), couvrant 3 communes du département et 
les « pelouses sèches sur calcaire de Fons » (219 ha), couvrant 2 communes du département.

## Urbanisme

### Typologie
Au 1er janvier 2024, Issepts est catégorisée commune rurale à habitat très dispersé, selon la nouvelle grille communale de densité à sept niveaux définie par l'Insee en 2022.
Elle est située hors unité urbaine. Par ailleurs la commune fait partie de l'aire d'attraction de Figeac, dont elle est une commune de la couronne,. Cette aire, qui regroupe 59 communes, est catégorisée dans les aires de moins de 50 000 habitants,.

### Occupation des sols

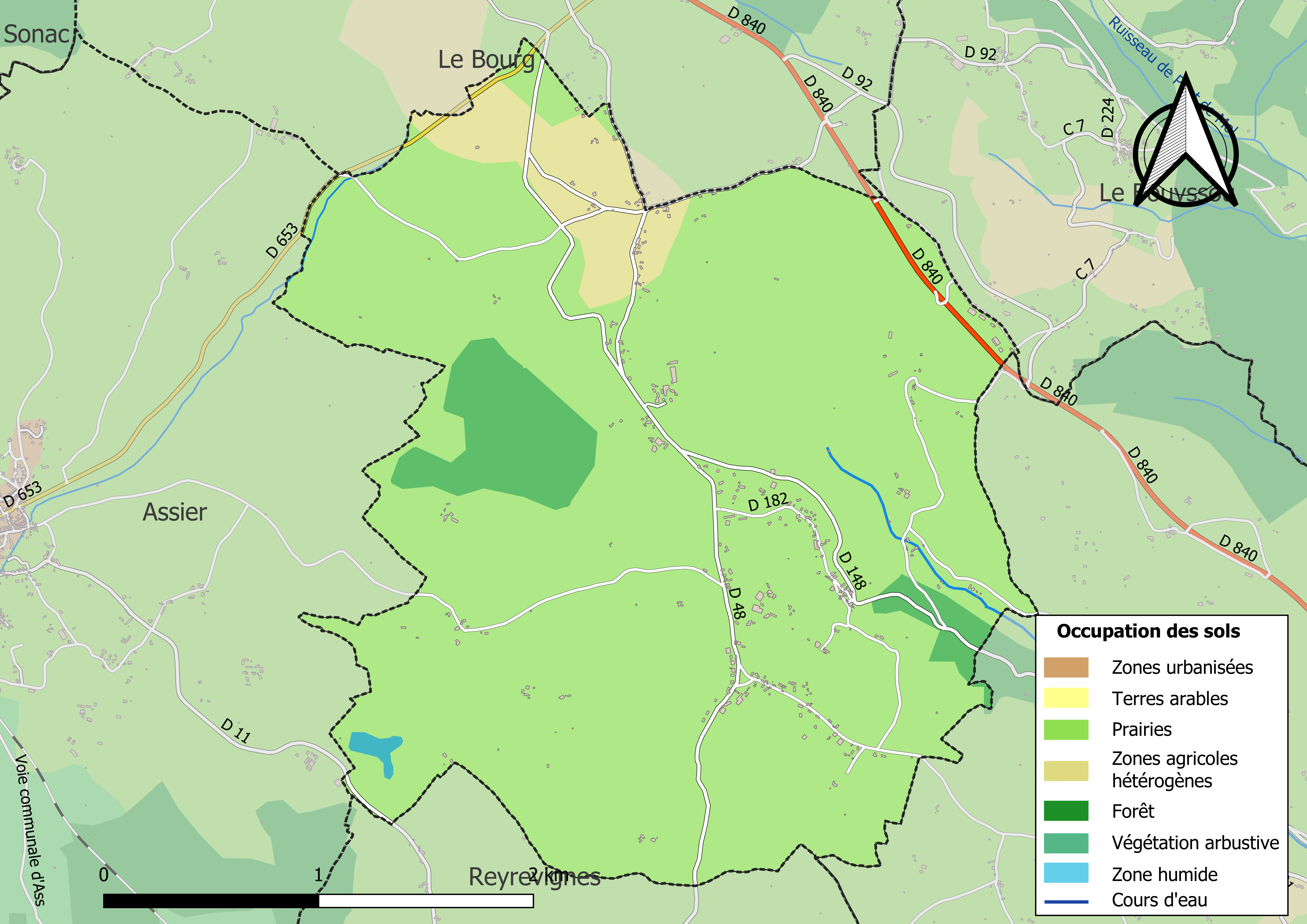
Carte des infrastructures et de l'occupation des sols de la commune en 2018 (CLC).

L'occupation des sols de la commune, telle qu'elle ressort de la base de données européenne d’occupation biophysique des sols Corine Land Cover (CLC), est marquée par l'importance des territoires agricoles (94,3 % en 2018), une proportion sensiblement équivalente à celle de 1990 (95 %). La répartition détaillée en 2018 est la suivante : 
prairies (88,6 %), forêts (5,7 %), zones agricoles hétérogènes (5,6 %). L'évolution de l’occupation des sols de la commune et de ses infrastructures peut être observée sur les différentes représentations cartographiques du territoire : la carte de Cassini (XVIIIe siècle), la carte d'état-major (1820-1866) et les cartes ou photos aériennes de l'IGN pour la période actuelle (1950 à aujourd'hui).

### Habitat et logement
En 2020, le nombre total de logements dans la commune était de 151, alors qu'il était de 136 en 2015 et de 123 en 2010.
Parmi ces logements, 79,2 % étaient des résidences principales, 15,5 % des résidences secondaires et 5,4 % des logements vacants. Ces logements étaient pour 97,3 % d'entre eux des maisons individuelles et pour 2,7 % des appartements.
Le tableau ci-dessous présente la typologie des logements à Issepts en 2020 en comparaison avec celle du Lot et de la France entière. Une caractéristique marquante du parc de logements est ainsi une proportion de résidences secondaires et logements occasionnels (15,5 %) inférieure à celle du département (18,4 %) mais supérieure à celle de la France entière (9,7 %). Concernant le statut d'occupation de ces logements, 78,8 % des habitants de la commune sont propriétaires de leur logement (85 % en 2015), contre 69,9 % pour le Lot et 57,5 pour la France entière.
| Typologie                                               | Issepts | Lot  | France entière |
| ------------------------------------------------------- | ------- | ---- | -------------- |
| Résidences principales (en %)                           | 79,2    | 70,9 | 82,1           |
| Résidences secondaires et logements occasionnels (en %) | 15,5    | 18,4 | 9,7            |
| Logements vacants (en %)                                | 5,4     | 10,7 | 8,2            |

### Risques naturels et technologiques
Le territoire de la commune d'Issepts est vulnérable à différents aléas naturels : météorologiques (tempête, orage, neige, grand froid, canicule ou sécheresse), inondations, feux de forêts, mouvements de terrains et séisme (sismicité très faible). Il est également exposé à un risque technologique,  le transport de matières dangereuses. Un site publié par le BRGM permet d'évaluer simplement et rapidement les risques d'un bien localisé soit par son adresse soit par le numéro de sa parcelle.

#### Risques naturels
Certaines parties du territoire communal sont susceptibles d’être affectées par le risque d’inondation par débordement de cours d'eau, notamment La cartographie des zones inondables en ex-Midi-Pyrénées réalisée dans le cadre du XIe Contrat de plan État-région, visant à informer les citoyens et les décideurs sur le risque d’inondation, est accessible sur le site de la DREAL Occitanie. La commune a été reconnue en état de catastrophe naturelle au titre des dommages causés par les inondations et coulées de boue survenues en 1982, 1993, 1994 et 1999,.
Issepts est exposée au risque de feu de forêt. Un plan départemental de protection des forêts contre les incendies a été approuvé par arrêté préfectoral le 30 novembre 2015 pour la période 2015-2025. Les propriétaires doivent ainsi couper les broussailles, les arbustes et les branches basses sur une profondeur de 50 mètres, aux abords des constructions, chantiers, travaux et installations de toute nature, situées à moins de 200 mètres de terrains en nature
de bois, forêts, plantations, reboisements, landes ou friches. Le brûlage des déchets issus de l’entretien des parcs et jardins des ménages et des collectivités est interdit. L’écobuage est également interdit, ainsi que les feux de type méchouis et barbecues, à l’exception de ceux prévus dans des installations fixes (non situées sous couvert d'arbres) constituant une dépendance d'habitation.

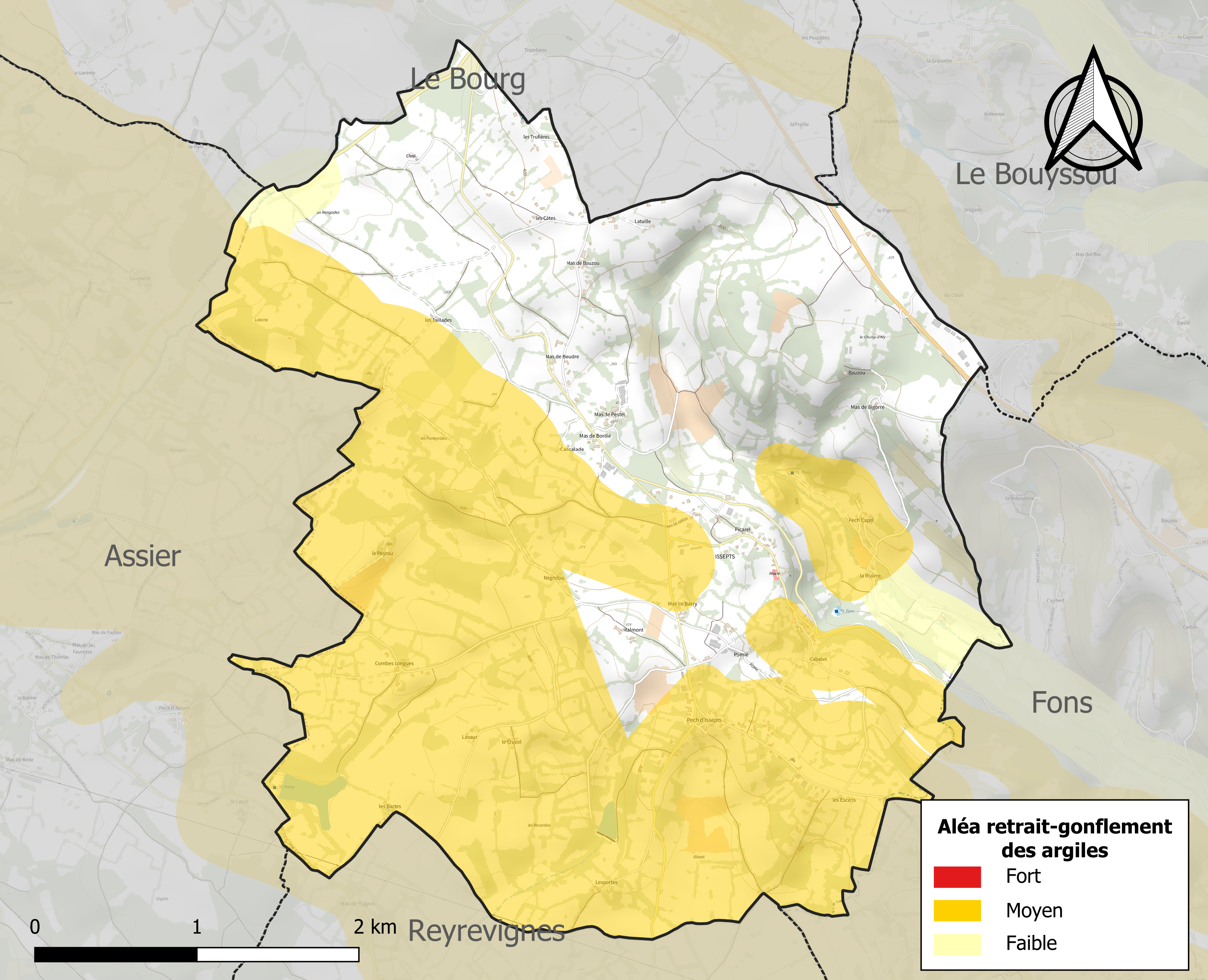
Carte des zones d'aléa retrait-gonflement des sols argileux d'Issepts.

Les mouvements de terrains susceptibles de se produire sur la commune sont des affaissements et effondrements liés aux cavités souterraines (hors mines) et des glissements de terrain. Par ailleurs, afin de mieux appréhender le risque d’affaissement de terrain, l'inventaire national des cavités souterraines permet de localiser celles situées sur la commune.
Le retrait-gonflement des sols argileux est susceptible d'engendrer des dommages importants aux bâtiments en cas d’alternance de périodes de sécheresse et de pluie. 55,9 % de la superficie communale est en aléa moyen ou fort (67,7 % au niveau départemental et 48,5 % au niveau national). Sur les 142 bâtiments dénombrés sur la commune en 2019, 76 sont en aléa moyen ou fort, soit 54 %, à comparer aux 72 % au niveau départemental et 54 % au niveau national. Une cartographie de l'exposition du territoire national au retrait gonflement des sols argileux est disponible sur le site du BRGM,.
Par ailleurs, afin de mieux appréhender le risque d’affaissement de terrain, l'inventaire national des cavités souterraines permet de localiser celles situées sur la commune.
Concernant les mouvements de terrains, la commune a été reconnue en état de catastrophe naturelle au titre des dommages causés par des mouvements de terrain en 1999.

#### Risques technologiques
Le risque de transport de matières dangereuses sur la commune est lié à sa traversée par une route à fort trafic. Un accident se produisant sur une telle infrastructure est susceptible d’avoir des effets graves sur les biens, les personnes ou l'environnement, selon la nature du matériau transporté. Des dispositions d’urbanisme peuvent être préconisées en conséquence.

## Toponymie
Le toponyme Issepts serait basé sur sepes qui désigne une haie, une clôture, ou sur le mot occitan eissetz qui signifie exclus ou excepté d'une vente ou d'un accord,.

## Histoire

### Époque contemporaine
En 1825, la commune, instituée par la Révolution française, absorbe une partie de celle de Saint-Médard-la-Garénie, dont le surplus est rattachée au Bourg.

## Politique et administration

### Rattachements administratifs et électoraux

#### Rattachements administratifs
La commune se trouve dans l'arrondissement de Figeac du département du Lot.
Elle faisait partie depuis 1801 du canton de Livernon. Dans le cadre du redécoupage cantonal de 2014 en France, cette circonscription administrative territoriale a disparu, et le canton n'est plus qu'une circonscription électorale.

#### Rattachements électoraux
Pour les élections départementales, la commune fait partie depuis 2014 du canton de Lacapelle-Marival
Pour l'élection des députés, elle fait partie de la deuxième circonscription du Lot.

### Intercommunalité
Issepts était membre de la communauté de communes de la Vallée et du Causse, un établissement public de coopération intercommunale (EPCI) à fiscalité propre créé fin 1996 et auquel la commune avait transféré un certain nombre de ses compétences, dans les conditions déterminées par le code général des collectivités territoriales.
Conformément aux prescriptions de la loi de réforme des collectivités territoriales du 16 décembre 2010, qui a prévu le renforcement et la simplification des intercommunalités et la constitution de structures intercommunales de grande taille, cette intercommunalité a fusionné le 1er janvier 2014, au sein de la  communauté de communes Grand-Figeac.
Dans un second temps, dans le cadre des dispositions de la loi portant nouvelle organisation territoriale de la République du 7 août 2015, qui prévoit que les établissements publics de coopération intercommunale (EPCI) à fiscalité propre doivent avoir un minimum de 15 000 habitants, cette intercommunalité est recréée en  absorbant le 1er janvier 2017, formant une nouvelle communauté de communes Grand-Figeac. 

### Liste des maires
| Période                                  | Période                        | Identité               | Étiquette  | Qualité |
| ---------------------------------------- | ------------------------------ | ---------------------- | ---------- | --- |
| Les données manquantes sont à compléter. |                                |                        |            | |
|                                          |                                |                        |            | |
| 1800                                     | 1832                           | Paul Daynac            |            | |
| 1832                                     | 1838                           | M. Camou               |            | |
| 1838                                     | 1839                           | Jacques Lacroix        |            | |
| 1839                                     | 1860                           | Antoine Murat          |            | |
| 1860                                     | 1867                           | Étienne Charles Miffre |            | |
| 1867                                     | 1870                           | Jean Pierre Pradelle   |            | |
| 1870                                     | 1888                           | Laurent Lacroix        |            | |
| 1888                                     | 1892                           | Jean Lacroix           |            | |
| 1892                                     | 1902                           | Paul Daynac            |            | |
|                                          |                                |                        |            | |
| 1977                                     | 1995                           | Serge Despeyroux       | PS puis PG | Conseiller général de Livernon (1988 → 2015) Agriculteur                                                   |
| mars 1995                                | mai 2020                       | Gilles Pleimpont       |            | |
| mai 2020                                 | juin 2023                      | Joël Dupin             |            | Technicien de l'armée de l'air retraité Mandat écourté par la démission d'une partie dui conseil municipal |
| juin 2023                                | En cours (au 30 novembre 2023) | Sophie Loubeyre        |            | Employée civile ou agent de service de la fonction publique                                                |

## Population et société
Les habitants sont appelés les Isseptois ou  Isseptoises.

## Démographie
L'évolution du nombre d'habitants est connue à travers les recensements de la population effectués dans la commune depuis 1793. Pour les communes de moins de 10 000 habitants, une enquête de recensement portant sur toute la population est réalisée tous les cinq ans, les populations de référence des années intermédiaires étant quant à elles estimées par interpolation ou extrapolation. Pour la commune, le premier recensement exhaustif entrant dans le cadre du nouveau dispositif a été réalisé en 2004.

En 2022, la commune comptait 277 habitants, en évolution de +22,57 % par rapport à 2016 (Lot : +1,31 %, France hors Mayotte : +2,11 %).
| 1793 | 1800 | 1806 | 1821 | 1831 | 1836 | 1841 | 1846 | 1851 |
| ---- | ---- | ---- | ---- | ---- | ---- | ---- | ---- | ---- |
| 600  | 539  | 581  | 569  | 580  | 575  | 527  | 579  | 600  |

| 1856 | 1861 | 1866 | 1872 | 1876 | 1881 | 1886 | 1891 | 1896 |
| ---- | ---- | ---- | ---- | ---- | ---- | ---- | ---- | ---- |
| 565  | 522  | 523  | 514  | 525  | 512  | 507  | 464  | 415  |

| 1901 | 1906 | 1911 | 1921 | 1926 | 1931 | 1936 | 1946 | 1954 |
| ---- | ---- | ---- | ---- | ---- | ---- | ---- | ---- | ---- |
| 403  | 381  | 360  | 336  | 329  | 318  | 306  | 231  | 226  |

| 1962 | 1968 | 1975 | 1982 | 1990 | 1999 | 2004 | 2006 | 2009 |
| ---- | ---- | ---- | ---- | ---- | ---- | ---- | ---- | ---- |
| 198  | 184  | 200  | 183  | 145  | 158  | 176  | 178  | 177  |

| 2014 | 2019 | 2022 | - | - | - | - | - | - |
| ---- | ---- | ---- | - | - | - | - | - | - |
| 219  | 265  | 277  | - | - | - | - | - | - |

Issepts est une commune rurale qui a connu son pic de population de 600 habitants en 1851, puis a vu sa population  décroître jusqu'en 1999, où il n'y avait plus que 158 habitants. Depuis, la commune est en croissance démographique sensible.

## Économie

### Revenus
En 2018, la commune compte 112 ménages fiscaux, regroupant 254 personnes. La médiane du revenu disponible par unité de consommation est de 21 580 € (20 740 € dans le département).

### Emploi
|                | 2008  | 2013  | 2018  |
| -------------- | ----- | ----- | ----- |
| Commune        | 7,7 % | 9,2 % | 6,3 % |
| Département    | 7,3 % | 8,9 % | 9,6 % |
| France entière | 8,3 % | 10 %  | 10 %  |

En 2018, la population âgée de 15 à 64 ans s'élève à 152 personnes, parmi lesquelles on compte 79,3 % d'actifs (73 % ayant un emploi et 6,3 % de chômeurs) et 20,7 % d'inactifs,. En  2018, le taux de chômage communal (au sens du recensement) des 15-64 ans est inférieur à celui de la France et département, alors qu'en 2008 il était supérieur à celui du département et inférieur à celui de la France.
La commune fait partie de la couronne de l'aire d'attraction de Figeac, du fait qu'au moins 15 % des actifs travaillent dans le pôle,. Elle compte 31 emplois en 2018, contre 35 en 2013 et 44 en 2008. Le nombre d'actifs ayant un emploi résidant dans la commune est de 113, soit un indicateur de concentration d'emploi de 27,7 % et un taux d'activité parmi les 15 ans ou plus de 58,8 %.
Sur ces 113 actifs de 15 ans ou plus ayant un emploi, 23 travaillent dans la commune, soit 21 % des habitants. Pour se rendre au travail, 86,3 % des habitants utilisent un véhicule personnel ou de fonction à quatre roues, 0,8 % les transports en commun, 4,3 % s'y rendent en deux-roues, à vélo ou à pied et 8,5 % n'ont pas besoin de transport (travail au domicile).

### Activités hors agriculture
25 établissements sont implantés  à Issepts au 31 décembre 2019.
Le secteur de la construction est prépondérant sur la commune puisqu'il représente 28 % du nombre total d'établissements de la commune (7 sur les 25 entreprises implantées  à Issepts), contre 13,9 % au niveau départemental.

### Agriculture
La commune est dans la Limargue », une petite région agricole occupant une bande verticale à l'est du territoire du département du Lot. En 2020, l'orientation technico-économique de l'agriculture  sur la commune est la polyculture et/ou le polyélevage.
|               | 1988 | 2000 | 2010 | 2020 |
| ------------- | ---- | ---- | ---- | ---- |
| Exploitations | 20   | 16   | 17   | 14   |
| SAU (ha)      | 726  | 656  | 654  | 504  |

Le nombre d'exploitations agricoles en activité et ayant leur siège dans la commune est passé de 20 lors du recensement agricole de 1988  à 16 en 2000 puis à 17 en 2010 et enfin à 14 en 2020, soit une baisse de 30 % en 32 ans. Le même mouvement est observé à l'échelle du département qui a perdu pendant cette période 60 % de ses exploitations,. Antoine de Plas de TanesLa surface agricole utilisée sur la commune a également diminué, passant de 726 ha en 1988 à 504 ha en 2020. Parallèlement la surface agricole utilisée moyenne reste stable à 36 ha.

## Culture locale et patrimoine

### Lieux et monuments
- Chapelle Saint-Médard-Lagarénie d'Issepts  Inscrit MH (1978)[45], dont les parties les plus anciennes datent des XIe et XIIe siècles, et qui a été remaniée au XVIIIe siècle et en 1833..
- L'église Saint-Laurent d'Issepts[46].

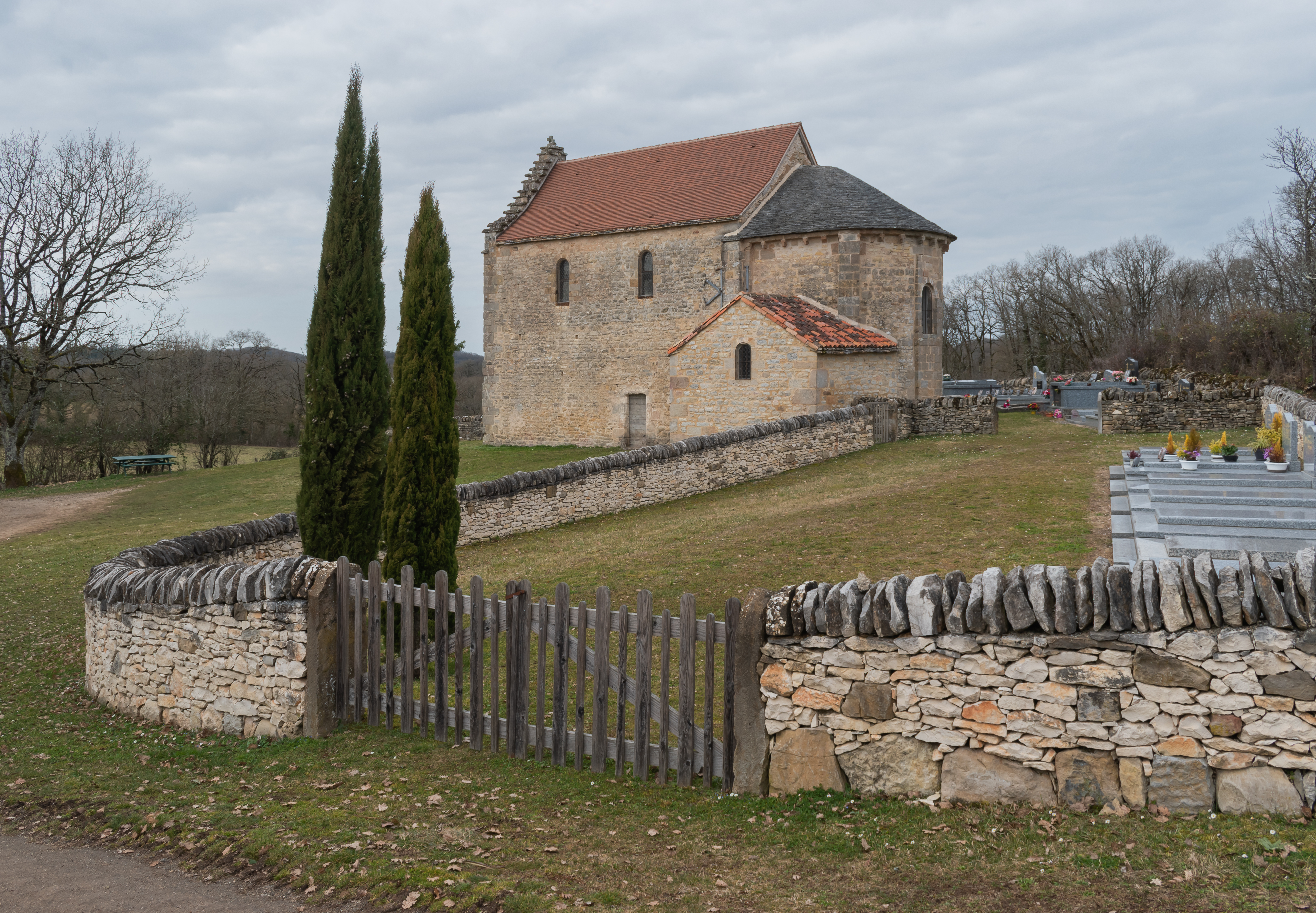
La chapelle saint-Médard...
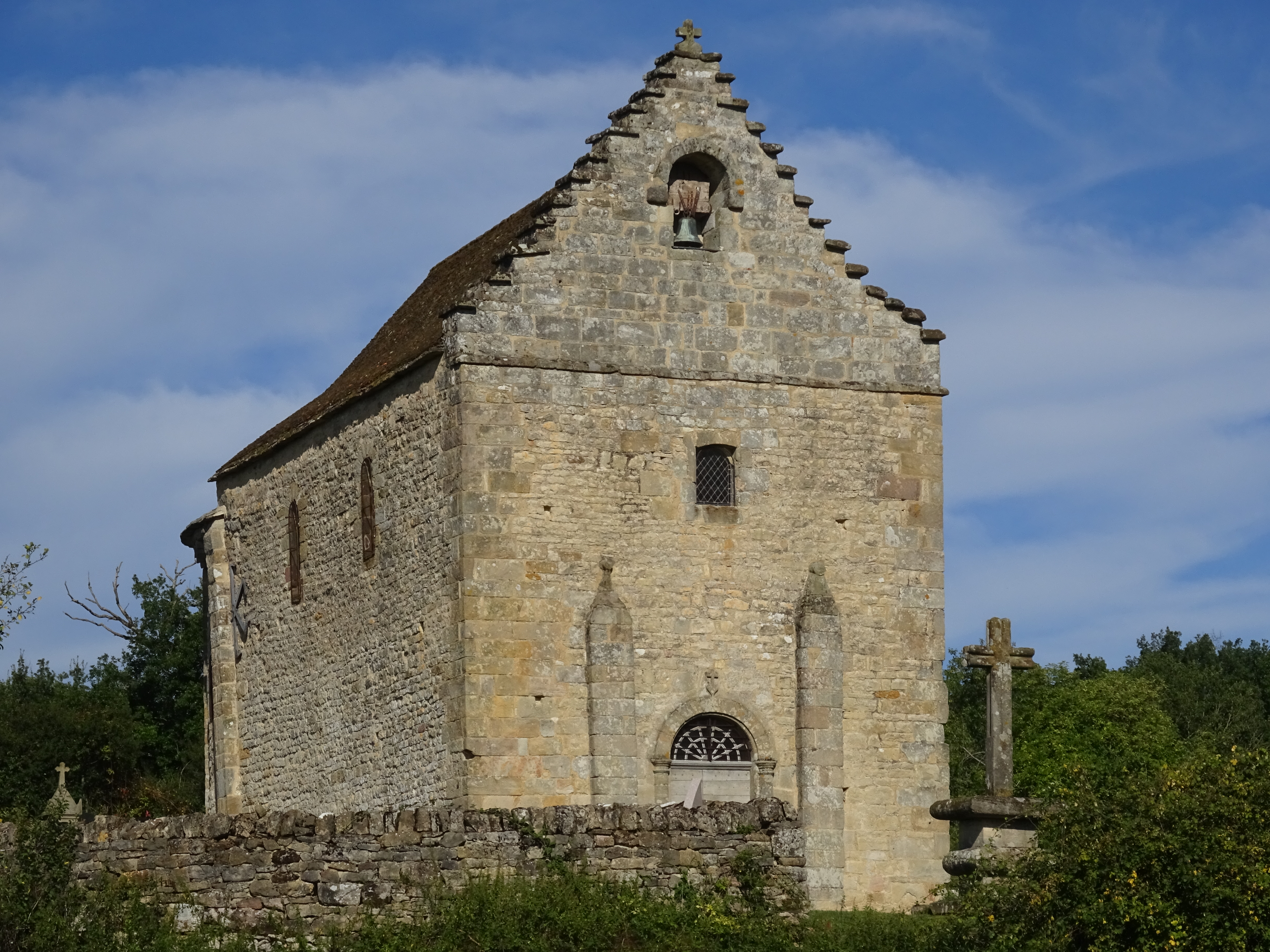
... et sa façade.
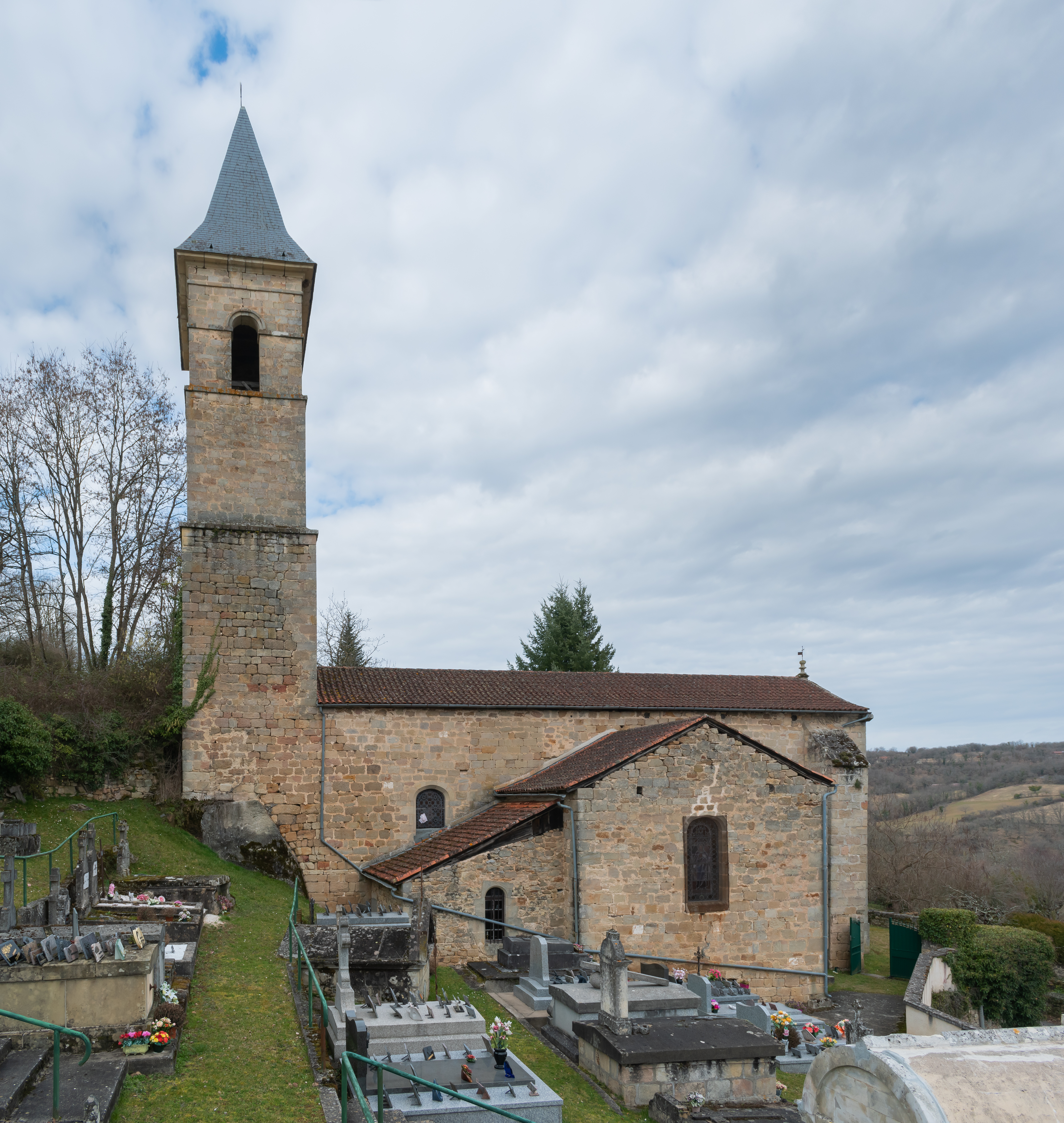
L'église Saint-Laurent...
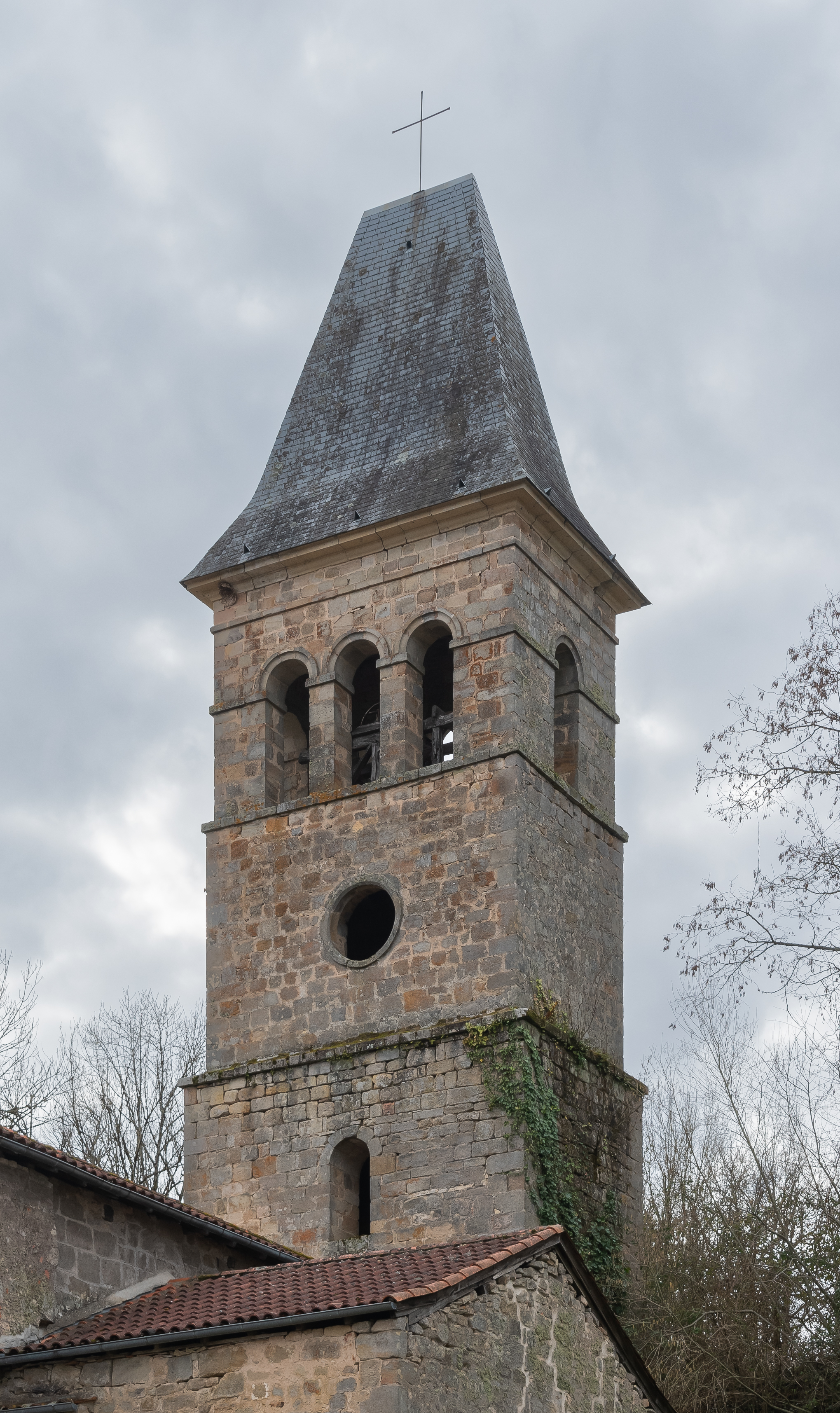
... son clocher...
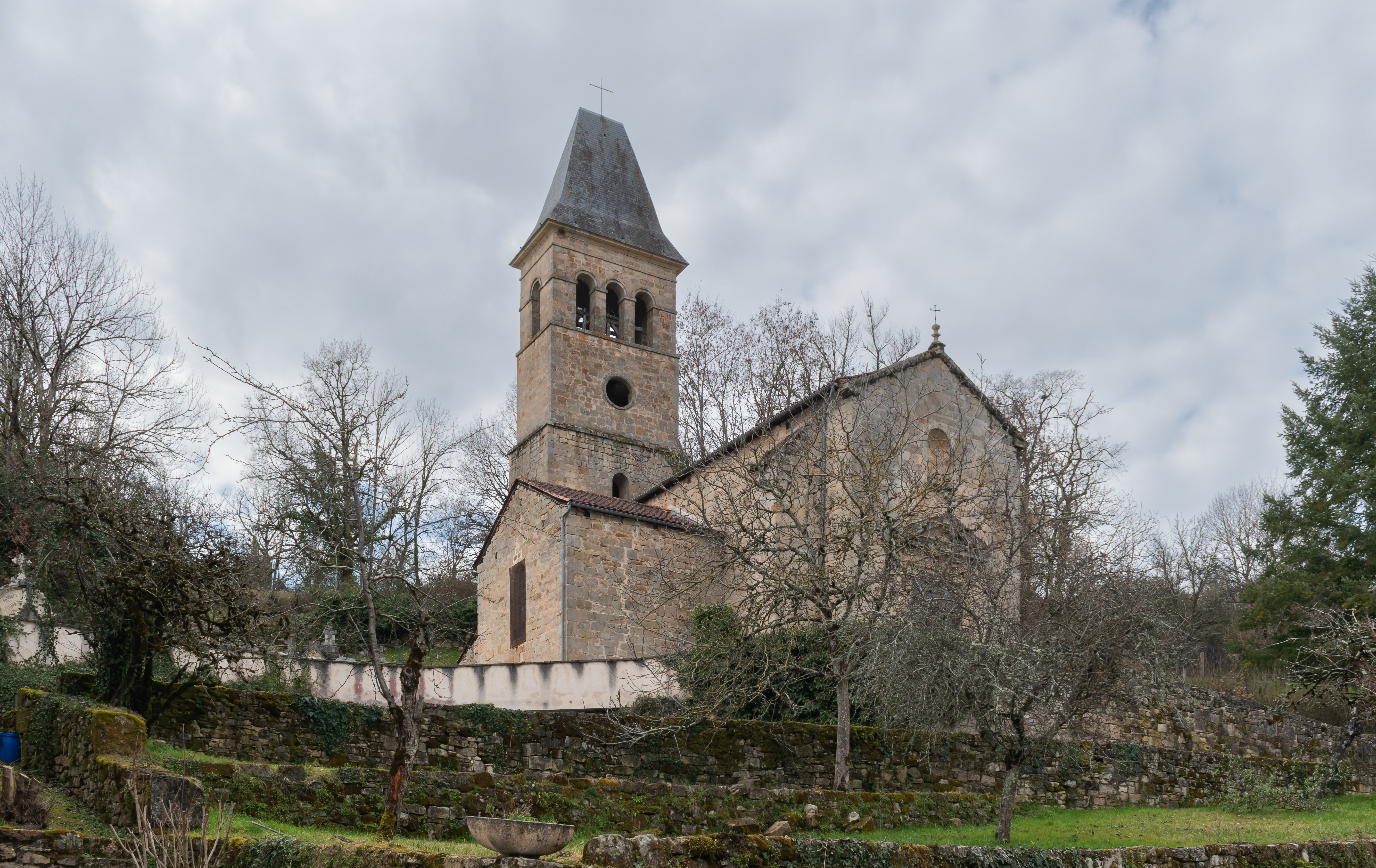
... et son chevet.

## Personnalités liées à la commune
- Antoine de Plas de Tanes (1737-?), homme politique né à Issepts, député de la noblesse aus Etats Généraux de 1789.

### Héraldique
| Blason de Issepts | Blason  | Tiercé en pairle : au 1er de gueules à une croix cléchée, vidée et pommetée de douze pièces d'or, au 2e de sinople à une aigle essorante d'or, au 3e d'argent à un gril de sable.                                    |
| Blason de Issepts | Détails | Le gril est l'attribut de saint Laurent et l'aigle celui de saint Médard, patrons des paroisses locales. La croix occitane est pour l'Occitanie et la couleur verte évoque l'agriculture. Adopté le 24 février 2022. |

## Pour approfondir
- Liste des communes du Lot